# NGC 2985
NGC 2985 је спирална галаксија у сазвежђу Велики медвед која се налази на NGC листи објеката дубоког неба.
Деклинација објекта је + 72° 16' 43" а ректасцензија 9h 50m 21,4s. Привидна величина (магнитуда) објекта NGC 2985 износи 10,4 а фотографска магнитуда 11,2. Налази се на удаљености од 22,4000 милиона парсека од Сунца. NGC 2985 је још познат и под ознакама UGC 5253, MCG 12-10-6, CGCG 333-4, CGCG 332-67, IRAS 09459+7230, PGC 28316.